# 愛のために 〜for love, for a child〜/瞬間エターナル
『愛のために 〜for love, for a child〜 / 瞬間エターナル』（あいのために フォー ラブ フォー ア チャイルド / しゅんかんエターナル）は、EXILEとEXILE THE SECONDのスプリットシングル。2020年1月1日にrhythm zoneから発売。

## 概要
「CD+DVD」「CDのみ」の2形態で発売。それぞれの初回盤はスリーブケース仕様となっている。CDには、表題曲を含む全2曲4バージョンを収録。DVDには、表題曲2曲のミュージックビデオを収録。
「愛のために 〜for love, for a child〜」が2019年12月11日、「瞬間エターナル」が2019年12月20日に先行配信された。
「愛のために 〜for love, for a child〜」のミュージックビデオでは「LDH PERFECT YEAR 2020」における4つのテーマ「IGNITION」「IMAGINATION」「INFINITY」「BEYOND THE BORDER」に加え、カウントダウンライブ「LDH PERFECT YEAR 2020 COUNTDOWN LIVE 2019→2020 "RISING"」のテーマ「RISING」の計5つのキーワードが抽象的に表現されている。また、EXPGの生徒が22人参加している。

## 収録曲

### CD
1. 愛のために 〜for love, for a child〜 / EXILE
作詞：ATSUSHI / 作曲：MATS LIE SKARE、SHOKICHI
  - 東建コーポレーション「ホームメイト」CMソング[8]
  - 日本テレビ系『スッキリ』2020年1月度エンディングテーマ
  - 第一生命グループ CMソング[9]
  - 九州朝日放送『ドォーモ』2020年1月度エンディングテーマ
2. 瞬間エターナル / EXILE THE SECOND
作詞：SHOKICHI / 作曲：SKY BEATZ、CHRIS HOPE、SHOKICHI
  - 洋服の青山「AOYAMA PRESTIGE TECHNOLOGY」CMソング[10]
  - EXILE THE SECOND×ABARTH タイアップソング[11]
3. 愛のために 〜for love, for a child〜（instrumental）
4. 瞬間エターナル（instrumental）

### DVD
1. 愛のために 〜for love, for a child〜（Music Video）
2. 瞬間エターナル（Music Video）

## カバー
愛のために 〜for love, for a child〜
- 2020年11月発売のEXILE ATSUSHIのアルバム『40 〜forty〜』には、「愛のために 〜for love, for a child〜 -Acoustic ver.-」として、ソロバージョンが収録されている。